# Steiner-Punkt
In der Dreiecksgeometrie ist der Steiner-Punkt einer der ausgezeichneten Punkte eines ebenen Dreiecks. Der Steiner-Punkt ist ein Dreieckszentrum, das in Clark Kimberlings Encyclopedia of Triangle Centers die Bezeichnung X(99) trägt. Jakob Steiner (1796–1863), ein Schweizer Mathematiker, beschrieb den Punkt im Jahre 1826. Steiners Namen erhielt der Punkt 1886 durch Joseph Neuberg.

## Definition

Die Gerade durch A parallel zu B'C', die Gerade durch B parallel zu C'A' und die Gerade durch C parallel zu A'B' schneiden sich im Steiner-Punkt.

Der Steiner-Punkt kann folgendermaßen definiert werden. (Es handelt sich hier nicht um die Originaldefinition von Steiner.)
ABC sei ein gegebenes Dreieck. Des Weiteren seien O der Umkreismittelpunkt und K der Symmedianenpunkt des Dreiecks ABC. Der Kreis mit dem Durchmesser OK ist der Brocard-Kreis von Dreieck ABC. Die Gerade durch O, die zur Geraden BC senkrecht ist, schneidet den Brocard-Kreis in einem weiteren Punkt A' . Entsprechend schneidet die Gerade durch O, die senkrecht zu CA ist, den Brocard-Kreis in einem weiteren Punkt B' . Die Gerade durch O, die senkrecht zu AB ist, schneidet den Brocard-Kreis in einem weiteren Punkt C' . (Das Dreieck A'B'C'  nennt man auch das Brocard-Dreieck von Dreieck ABC.) Ist nun LA die Parallele zu B'C'  durch A, LB die Parallele zu C'A'  durch B und LC die Parallele zu A'B'  durch C, so schneiden sich die drei Geraden LA, LB and LC in einem Punkt. Der gemeinsame Schnittpunkt ist der Steiner-Punkt des Dreiecks ABC.
In der Encyclopedia of Triangle Centers wird der Steiner-Punkt wie folgt definiert:

Alternative Konstruktion des Steiner-Punkts

Zum gegebenen Dreieck ABC sei O der Umkreismittelpunkt und K der Symmedianenpunkt. Des Weiteren sei lA das Spiegelbild (Achsenspiegelung) der Geraden OK bezüglich der Achse BC. Entsprechend sei lB das Spiegelbild von Gerade OK bezüglich der Achse CA und lC das Spiegelbild von Gerade OK bezüglich der Achse AB. Der Schnittpunkt von lB und lC sei mit A″ bezeichnet, der Schnittpunkt von lC und lA mit B″ und der Schnittpunkt von lA und lB mit C″. Es kann gezeigt werden, dass die drei Geraden AA″, BB″ und CC″ sich in einem Punkt schneiden, nämlich im Steiner-Punkt des Dreiecks ABC.

## Trilineare und baryzentrische Koordinaten
Trilineare Koordinaten des Steiner-Punkts sind gegeben durch
{\displaystyle {\frac {bc}{b^{2}-c^{2}}}:{\frac {ca}{c^{2}-a^{2}}}:{\frac {ab}{a^{2}-b^{2}}}} beziehungsweise (gleichwertig)
{\displaystyle b^{2}c^{2}\csc(\beta -\gamma ):c^{2}a^{2}\csc(\gamma -\alpha ):a^{2}b^{2}\csc(\alpha -\beta )},
baryzentrische Koordinaten durch
{\displaystyle {\frac {1}{b^{2}-c^{2}}}:{\frac {1}{c^{2}-a^{2}}}:{\frac {1}{a^{2}-b^{2}}}}.
Dabei stehen wie üblich die Bezeichnungen {\displaystyle a}, {\displaystyle b} und {\displaystyle c} für die Seitenlängen und {\displaystyle \alpha }, {\displaystyle \beta } und {\displaystyle \gamma } für die Größen der entsprechenden Winkel.

## Eigenschaften
1. Ist das gegebene Dreieck gleichseitig, so ist der Steiner-Punkt nicht definiert. Ist das Dreieck gleichschenklig, aber nicht gleichseitig, so fällt der Steiner-Punkt mit der Spitze zusammen, das heißt mit der Ecke, in der die zwei gleich langen Seiten zusammentreffen. In allen anderen Fällen liegt der Steiner-Punkt außerhalb des Dreiecks.
2. Der Steiner-Punkt liegt auf dem Umkreis des Dreiecks ABC.
3. Der Steiner-Punkt liegt auf der Steiner-Umellipse des Dreiecks ABC, also auf der Ellipse mit der kleinsten Fläche, die durch A, B und C geht.
4. Die Simson-Gerade des Steiner-Punkts von Dreieck ABC ist parallel zur Geraden OK, wobei O der Umkreismittelpunkt und K der Symmedianenpunkt von Dreieck ABC ist.

## Tarry-Punkt

Das Lot zu B'C' durch A, das Lot zu C'A' durch B und das Lot zu A'B' durch C schneiden sich im Tarry-Punkt.

Der Tarry-Punkt eines Dreiecks – benannt nach Gaston Tarry – steht in engem Zusammenhang mit dem Steiner-Punkt. Zu einem gegebenen Dreieck ABC wird der Punkt auf dem Umkreis, der dem Steiner-Punkt genau gegenüberliegt, der Tarry-Punkt des Dreiecks genannt. Der Tarry-Punkt ist ein Dreieckszentrum, das in der Encyclopedia of Triangle Centers die Bezeichnung X(98) trägt. Die trilinearen Koordinaten des Tarry-Punkts sind gegeben durch folgende (gleichwertige) Ausdrücke:
{\displaystyle \sec(\alpha +\omega ):\sec(\beta +\omega ):\sec(\gamma +\omega ),}
wobei {\displaystyle \omega } der Brocard-Winkel des Dreiecks {\displaystyle ABC} ist
{\displaystyle {\frac {bc}{b^{4}+c^{4}-a^{2}b^{2}-a^{2}c^{2}}}:{\frac {ca}{c^{4}+a^{4}-b^{2}c^{2}-b^{2}a^{2}}}:{\frac {ab}{a^{4}+b^{4}-c^{2}a^{2}-c^{2}b^{2}}}}
{\displaystyle a}, {\displaystyle b}, {\displaystyle c} sind dabei die Längen der Dreiecksseiten, {\displaystyle \alpha }, {\displaystyle \beta }, {\displaystyle \gamma } die Größen der entsprechenden Winkel.
Der Tarry-Punkt lässt sich auch entsprechend wie der Steiner-Punkt definieren:
Es seien ABC ein gegebenes Dreieck und A'B'C'  das zugehörige Brocard-Dreieck (siehe oben). Des Weiteren sei LA das Lot zu B'C'  durch A, LB das Lot zu C'A'  durch B und LC das Lot zu A'B'  durch C. Dann schneiden sich die Geraden LA, LB und LC in einem Punkt. Der gemeinsame Punkt ist der Tarry-Punkt des Dreiecks ABC.